# إجيرتون ماركوس
إجيرتون ماركوس (مواليد 2 فبراير 1965) هو ملاكم كندي، مثّل بلاده في الألعاب الأولمبية الصيفية 1988 وحقق الميدالية الفضية في فئة الوزن المتوسط.

## روابط خارجية
إجيرتون ماركوس على موقع بوكس ريك (الإنجليزية) (registration required)
- إجيرتون ماركوس على موقع أوليمبيديا (الإنجليزية)